# Bovenste Bosch (helling)
Het Bovenste Bosch of Kasteelstraat is een heuvel nabij Teuven in de Voerstreek in de Belgische provincie Limburg. Onder aan de helling in het Gulpdal ligt de abdij van het gehucht Sinnich. De beklimming is ruim een kilometer lang en gaat via enkele haarspeldbochten door het Beusdalbos. Boven op de top staat een monument dat herinnert aan de Dodendraad tijdens de Eerste Wereldoorlog. De weg daalt hierna gelijk af richting het kasteel van Beusdael in het Geuldal.

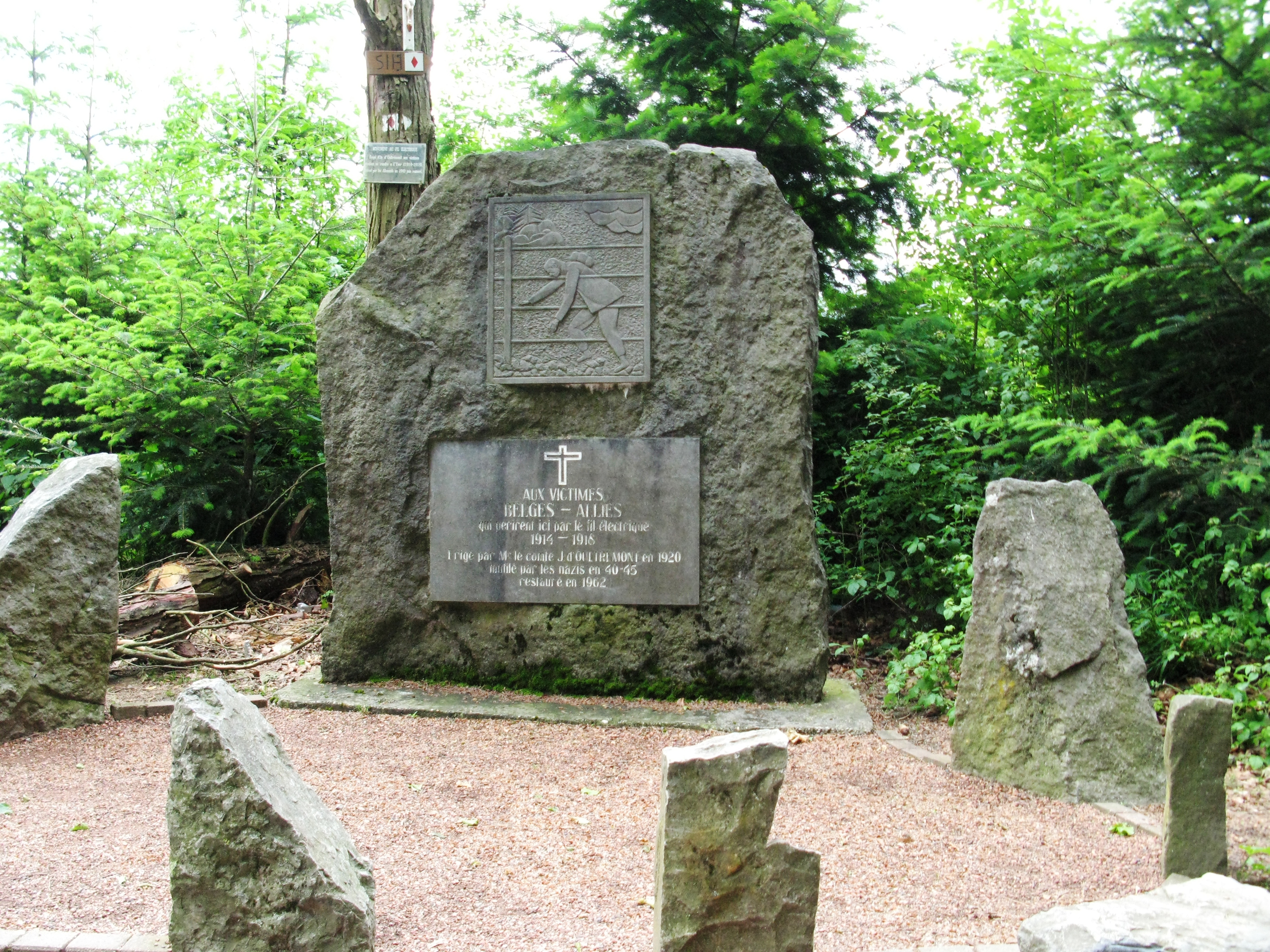
Monument voor de Dodendraad op de top.

## Wielrennen
De helling is meermaals opgenomen in de wielerklassiekers Amstel Gold Race en Volta Limburg Classic.